# Mar Mediterrània
La mar Mediterrània, també anomenada mar Mediterrani, és una mar continental situada entre Europa (al nord –part occidental– i a l'oest), l'Àfrica (al sud) i Àsia (al nord –part oriental– i a l'est). Cobreix una extensió aproximada de 2.500.000 km².
És el bressol de moltes civilitzacions occidentals de l'edat antiga.
L'única connexió natural amb l'oceà és amb l'Atlàntic a través de l'estret de Gibraltar, i artificialment amb la mar Roja (oceà Índic) a través del canal de Suez. Això fa que les marees a la Mediterrània siguin gairebé imperceptibles.
La Mediterrània prové d'una mar anterior més gran, anomenada Tetis. La teoria de la tectònica de plaques preveu l'acostament d'Àfrica a Europa, de manera que la mar es convertirà d'aquí a cinc milions d'anys en un gran llac que s'assecarà, ja que rep menys aigua dels rius que la que s'evapora.
És la mar amb les taxes més elevades d'hidrocarburs i contaminació del món.

## Altres denominacions
Els termes Mediterrani i Mediterrània provenen del nom llatí mediterraneus, amb el significat 'd'enmig de la terra' (de medius, 'mitjà' + terra, 'terra', 'contrada'). Per als antics romans, la Mediterrània era el centre geogràfic de la Terra.
Al llarg de la història humana, moltes civilitzacions i cultures han conegut i donat nom a aquesta mar. En temps de l'Imperi Romà també era coneguda com a Mare Nostrum 'Mar Nostra', i també Mare Internum significant 'mar intern' o 'mar interior', ja que està envoltada de terra: Europa, Àsia i Àfrica, amb només l'estret de Gibraltar com a única sortida natural. Els grecs l'anomenaren Μεσόγειος (Mesogeios) 'Entre terres' (de μεσο, 'enmig' o 'al mig' + γαιος, 'terra', 'contrada'). En l'Antic Testament, el litoral mediterrani de Terra Santa és anomenat Mar Posterior (des del punt de vista d'algú mirant cap a l'est, això és, amb la Mediterrània al darrere), a vegades anomenada mar occidental i també mar dels Filisteus, ja que aquesta vila ocupava una llarga franja del litoral mediterrani, al costat dels seus veïns palestins. Tot sovint fou coneguda com la Gran Mar, o simplement El Mar. En hebreu modern és conegut com a aהַיָּם הַתִּיכוֹן Hayam Hatikhon, 'la Mar Mitjana' o 'del Mig', adaptació literal de l'alemany Mittelmeer. En turc és Akdeniz, la 'Mar Blanca'. En àrab البحر الأبيض المتوسط al-Baḥr al-Abyaḍ al-Mutawassiṭ, la 'Mar Blanca d'Enmig'.
| Llengua   | Denominació                                                                                      |
| --------- | ------------------------------------------------------------------------------------------------ |
| Albanès   | Deti Mesdhe                                                                                      |
| Àrab      | البحر الأبيض المتوسط (Al-Baħr al-Abyaḍ al-Muttawasiṭ, 'la mar blanca d'enmig')                   |
| Armeni    | Միջերկրական ծով (Mitchergragan dzov - Midjerkrakan tsov, 'mar entre terres')                     |
| Amazic    | Ilel Agrakal (Ilel-Agr-Akkal, 'la mar d'entre terres')                                           |
| Búlgar    | Средиземно Море (Sredizemno More)                                                                |
| Castellà  | mar Mediterráneo                                                                                 |
| Català    | mar Mediterrània                                                                                 |
| Cors      | Mare Mediterraniu                                                                                |
| Croat     | Sredozemno more                                                                                  |
| Eslovè    | Sredozemsko morje ('mar d'enmig de les terres')                                                  |
| Francès   | Mer Méditerranée                                                                                 |
| Grec      | Μεσόγειος Θάλασσα (Mesogeios Thalassa), i posteriorment Ἀσώρι Θάλασσα (Asori Thalassa)           |
| Hebreu    | הים התיכון (ha-Yam ha-Tikhon, 'la mar d'enmig', una adaptació literària de l'alemany Mittelmeer) |
| Hongarès  | Földközi-tenger ('la mar de la terra d'enmig')                                                   |
| Italià    | Mar(e) Mediterraneo                                                                              |
| Llatí     | Mare Mediterraneum, o Mare Nostrum                                                               |
| Macedònic | Средоземно Море (Sredozemno More)                                                                |
| Maltès    | Baħar Mediterran                                                                                 |
| Occità    | mar Mediterranèa, mar Mediterrànea, Mar Nòstra, Miegterrana (literari)                           |
| Romanès   | Marea Mediterană                                                                                 |
| Turc      | Akdeniz ('la mar blanca')                                                                        |

## Història

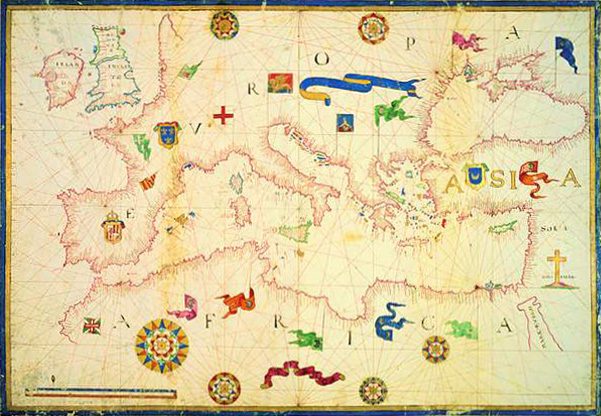
Bacino del Mediterraneo, dall'Atlante manoscritto del 1582-1584 ca. Biblioteca Nazionale Centrale Vittorio Emanuele II, Roma (cart. naut. 2 – cart. naut 6/1-2)

La mar Mediterrània ha estat clau per a la història. Fenicis i romans hi ha navegat juntament amb els grecs, que en sobrepassaren els límits a través de l'estret de Gibraltar fa uns 3 000 anys aproximadament. Aquests navegants només coneixien els corrents dels rius i suposaren que l'extensió d'aigua a l'altre costat de Gibraltar era un enorme riu. Per tant, la paraula que significa riu en el grec clàssic era Okeano, i d'allà prové la paraula catalana oceà.
A la Roma antiga, s'anomenà Mare Nostrum ('Mar Nostra'), perquè totes les ribes foren ocupades per l'imperi, i en el segle xix Mussolini, volent recrear l'Imperi Romà, l'anomenà Mare Nostrum Italiano durant la Segona Guerra Mundial.
La mar originà una sèrie de llegendes i mites al seu voltant; la més famosa n'és la de Jàson i els argonautes.

### La Mediterrània al Mesolític
A l'actual Banc de Pantelleria Vecchia, hi va haver persones vivint des del VIII mil·lenni aC, fins aproximadament al 7300 aC.

### La Mediterrània en l'Antiguitat
Les primeres civilitzacions de la història es desenvoluparen a la Mediterrània est. A la vall del riu Nil es desenvolupà l'Egipte dels faraons al segle iv aC. La majoria de civilitzacions de Mesopotàmia també estengueren els dominis fins a la part del Creixent Fèrtil que limita amb la Mediterrània. A la regió d'Àsia Menor, sorgiren imperis com l'hitita. Durant aquests anys, però, els vaixells encara no estaven preparats per endinsar-se prou a la Mediterrània i la majoria de civilitzacions s'expandien només per les terres que envoltaven la mar.

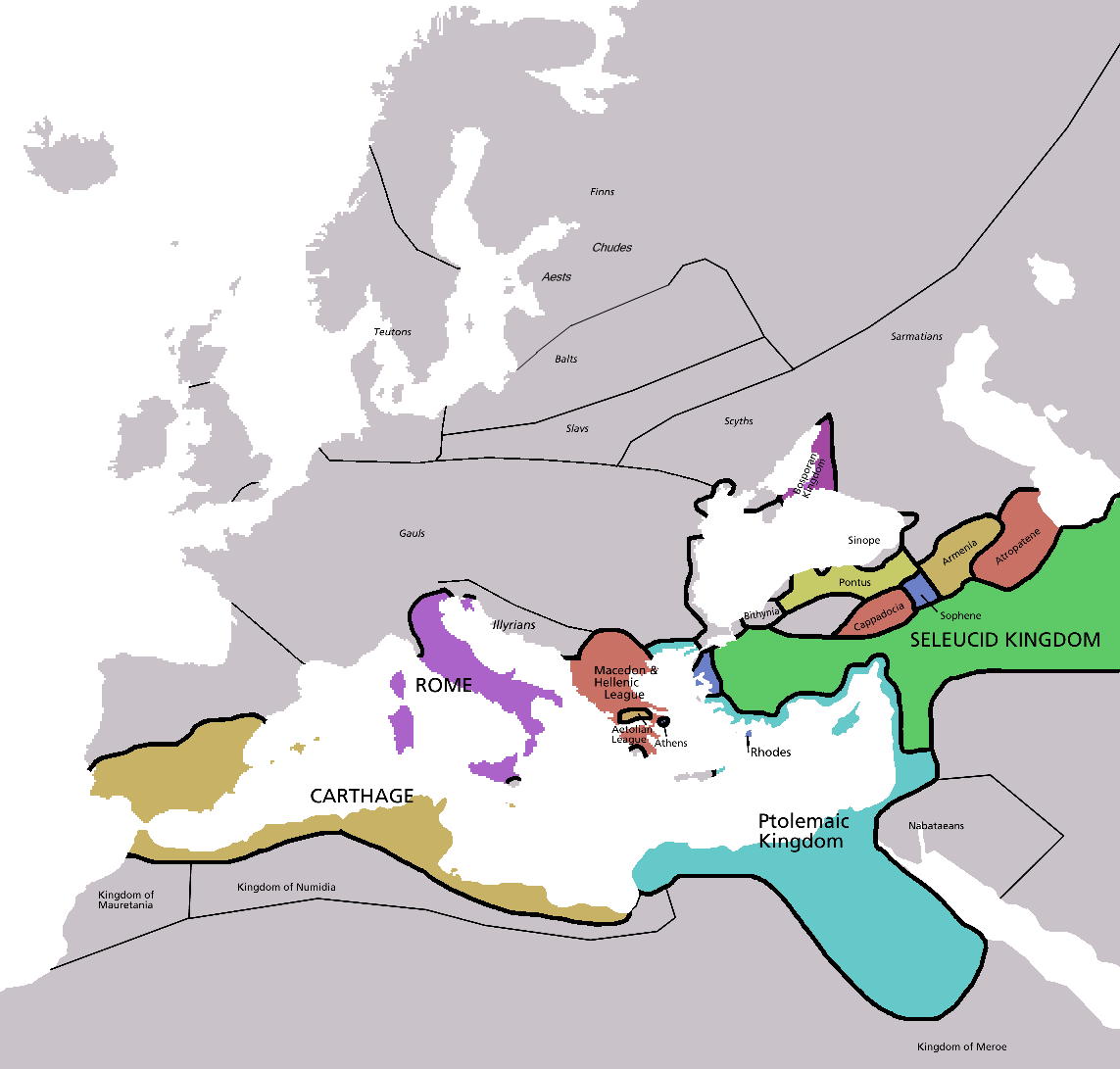
La mar Mediterrània cap al 220 aC

Un dels primers pobles mariners en fou la civilització minoica, que es desenvolupà a l'illa de Creta. Els pobles costaners ràpidament esdevingueren importants societats comercials, els més importants en foren els fenicis i les ciutats estat gregues. Els grecs s'expandiren per la mar Negra i a la Mediterrània occidental, on fundaren ciutats com Massàlia i Empúries. Els fenicis s'expandiren pel nord d'Àfrica i la península Ibèrica, i esdevingueren un dels majors pobles mariners de l'antigor. Fundaren ciutats com Gadir o Cartago i proporcionaren suport naval a altres imperis com els perses aquemènides. El Regne de Macedònia aconseguí, sota la direcció de Filip II de Macedònia i sobretot Alexandre el Gran, integrar tot el Mediterrani oriental sota un gran imperi de vida efímera. Alexandria, a Egipte, una ciutat de cultura grega fundada per Alexandre, esdevingué la major ciutat mediterrània fins a l'aparició de la història de Roma.
Els romans es convertiren en els dominadors de tota la Mediterrània des de la seva situació central. Després de derrotar Cartago, la nació dominant del Mediterrani occidental, en les guerres púniques, s'expandiren vers l'Orient, i crearen un gran imperi. Durant aquests temps el Mediterrani esdevingué, metafòricament parlant, un "llac romà", ja que tot n'estava envoltat de possessions de l'imperi, i fou anomenat Mare Nostrum. El cristianisme, que s'originà a la part més oriental de la mar, a Palestina, s'expandí per tot l'imperi i esdevingué la principal religió de la zona.

### La Mediterrània a l'edat mitjana

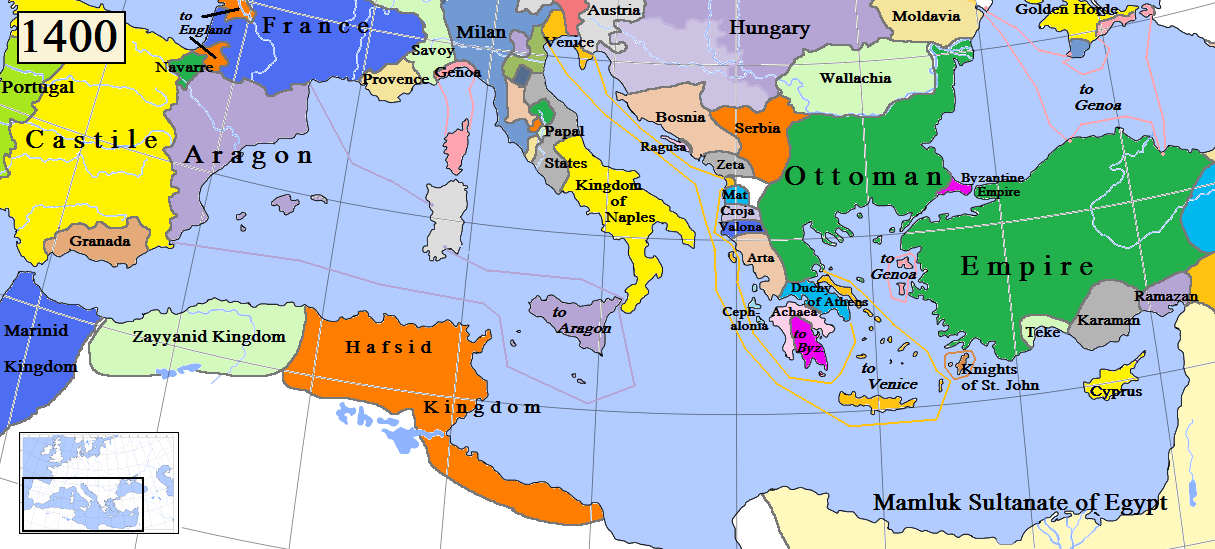
Mapa del Mediterrani vers el 1400

L'Imperi romà es col·lapsà el 476 dC. La part oriental romangué unida en l'Imperi Romà d'Orient, mentre que la part occidental fou envaïda per successius pobles germànics, entre aquests els ostrogots, visigots, francs i longobards. Al segle vii, després d'una ràpida successió de victòries, un nou poble, l'àrab, s'expandí per la major part del Mediterrani. Les diverses tribus islàmiques foren aturades en la seva expansió l'any 718 a Constantinoble, a la Mediterrània oriental, i en la batalla de Tours l'any 732, a l'occidental, però la seva cultura i religió romangueren en grans parts de la mar, principalment a l'africana i asiàtica.
La Mediterrània nord estigué sota el control de diversos regnes cristians. La corona catalanoaragonesa, Venècia o Gènova, esdevingueren grans pobles marítims que hi desenvoluparen els seus imperis. Els grans regnes cristians efectuaren diversos intents de conquesta del que s'anomena Terra Santa en diverses campanyes conegudes com les croades, que no aconseguiren assolir els objectius, ans al contrari, provocaren el debilitament del major territori cristià de l'edat mitjana, l'Imperi Romà d'Orient, que l'any 1453 caigué en mans dels turcs otomans, un altre poble que havia adoptat la religió islàmica.

### La Mediterrània a l'Edat Moderna

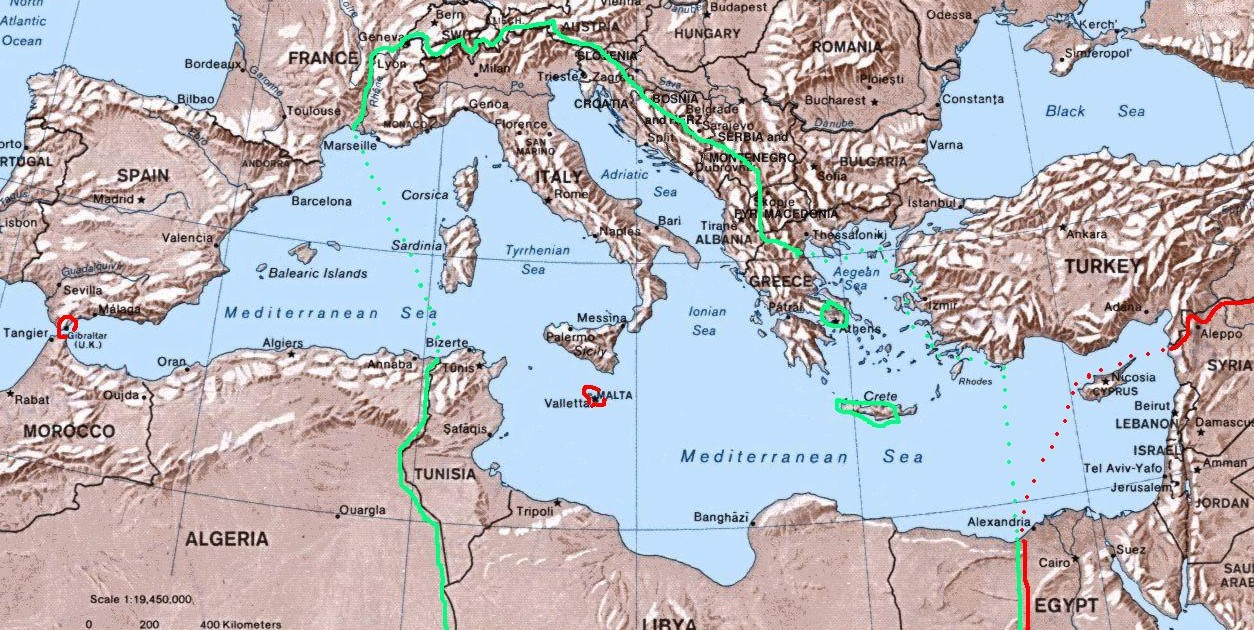
Zones controlades per Itàlia (en verd) i els aliats (en vermell) durant la II Guerra mundial l'any 1942

El creixement del poder naval dels regnes cristians europeus s'enfrontà a l'expansió otomana en la batalla de Lepant, però sols fou una petita aturada per als otomans. L'illa de Xipre esdevingué otomana el 1571, Tunísia el 1574 i Creta fou presa als venecians el 1669. La Mediterrània occidental, en canvi, restà sota control de la corona catalanoaragonesa fins al segle xviii.
Històricament, l'àrea europea més densament poblada ha estat la que envolta aquesta mar. Cap a finals del primer mil·lenni, les dues ciutats més grans d'Europa eren Constantinoble i Còrdova, ambdues a l'àrea cultural mediterrània. El domini dels països mediterranis sobre l'economia i el pes demogràfic del continent va durar fins a la irrupció de nous centres de comerç internacional als segles xvi i xviii, localitzats al nord d'Europa, de manera que en la modernitat va perdre importància aquesta zona,
 amb algunes zones entrant en decadència social, com ara Barcelona (vegeu Decadència a Catalunya).
Al segle xix, els estats europeus esdevingueren molt forts i començaren a colonitzar el nord d'Àfrica. França estengué el seu poder sobre Algèria el 1830 i més tard sobre Tunísia. Gran Bretanya obtingué el control d'Egipte el 1882. Itàlia conquerí Líbia als otomans el 1911. L'Imperi Otomà es col·lapsà finalment després de la Primera Guerra Mundial, i el seu poder sols restà circumscrit a la península d'Anatòlia, a l'actual Turquia. Durant la Segona Guerra Mundial, la Mediterrània africana fou escenari d'importants enfrontaments, principalment entre britànics i italians. Acabada la guerra, es produí la independència de la majoria dels estats que avui dia en conformen l'actual mapa de la zona.

## Natura

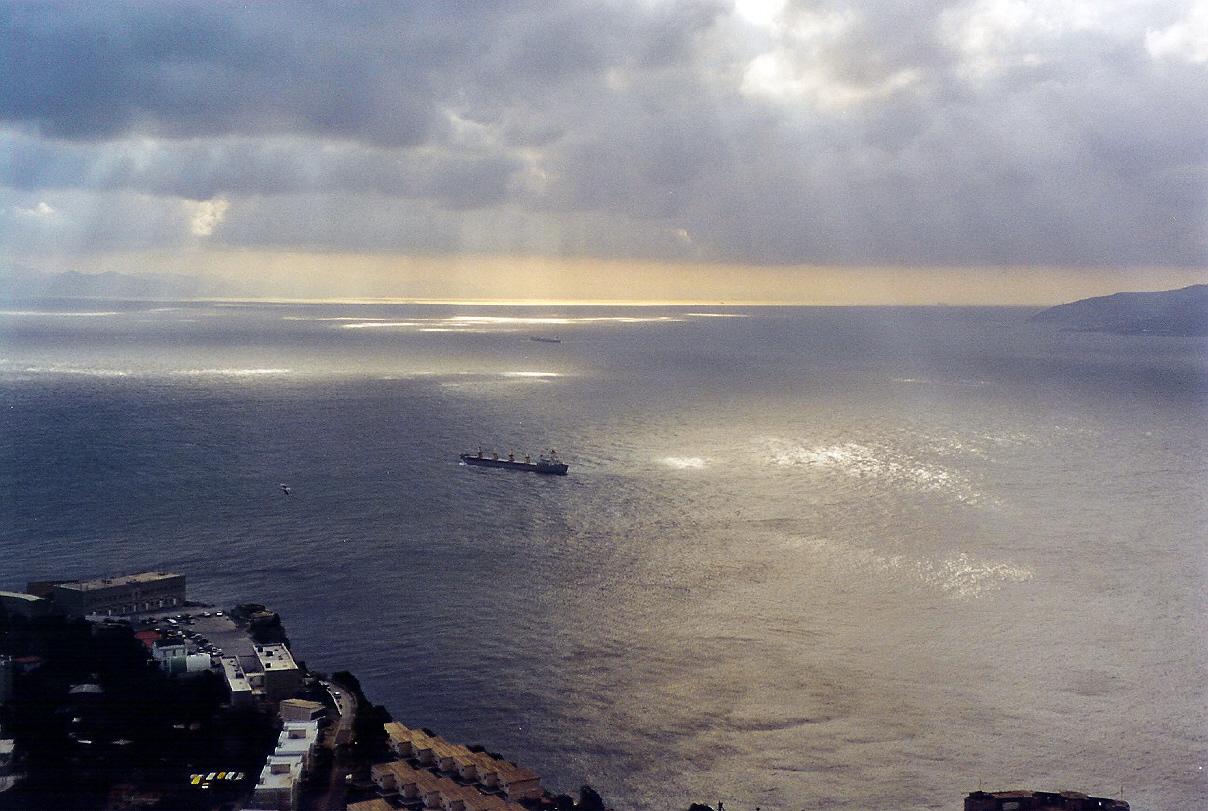
Estret de Gibraltar

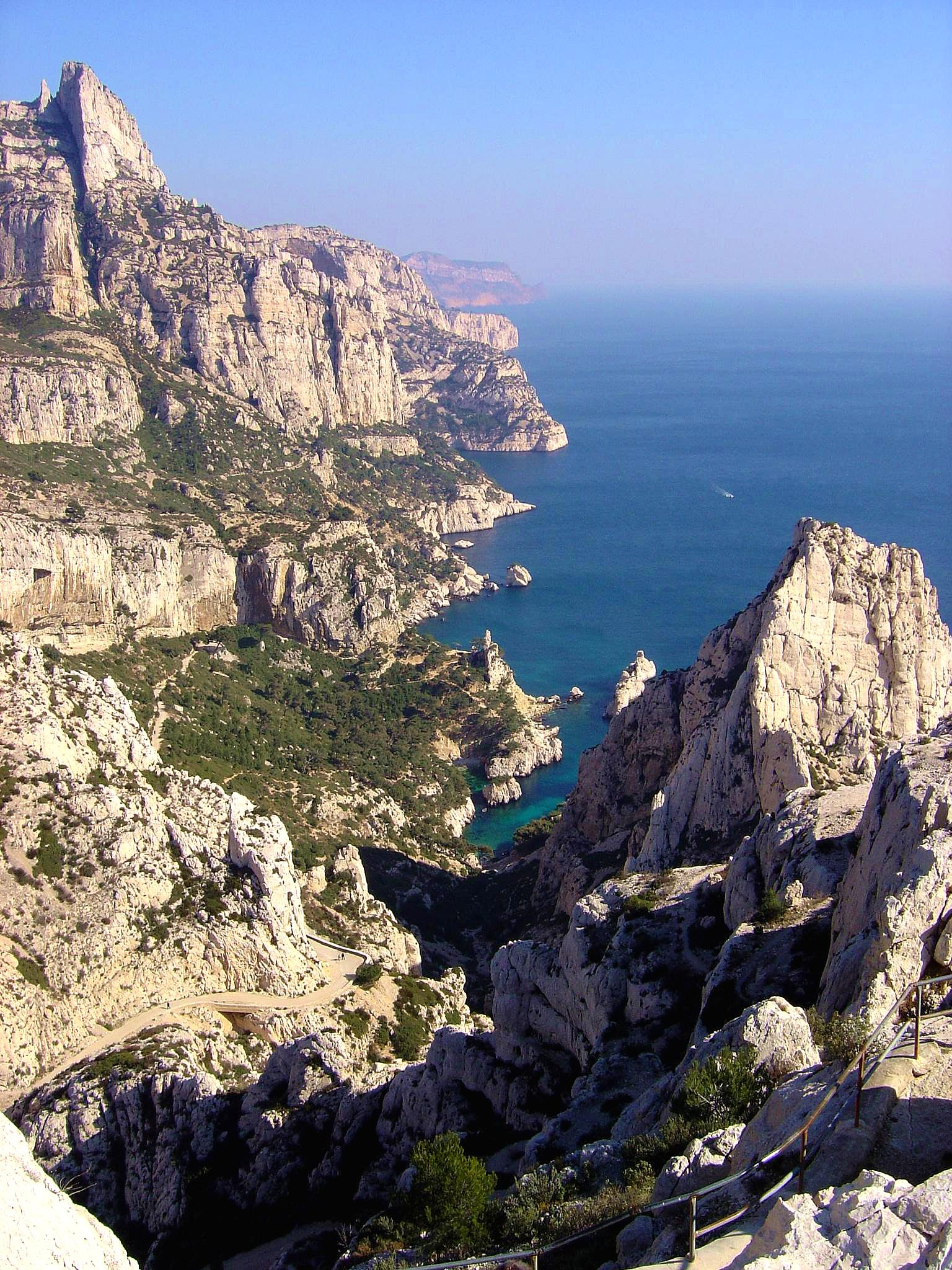
El Mediterrani vist des de la costa de Marsella

La regió mediterrània està caracteritzada per un alt grau d'endemisme que ha ocasionat que sigui considerada com un dels llocs de major concentració de biodiversitat en l'àmbit mundial. Aquesta peculiaritat s'explica de diverses formes: al baix impacte de l'última glaciació en la zona, que ocasionà que actués com a reserva; la presència de massissos muntanyosos importants (per exemple, l'Atles, la serralada del Taure al sud, les zones de Gúdar, Javalambre, a ponent…), que dota de diversitat estructural el biòtop; i també a la llarga història dels diversos usos de la terra per part de la població local, que hi ha creat i mantingut una àmplia gamma d'hàbitats.

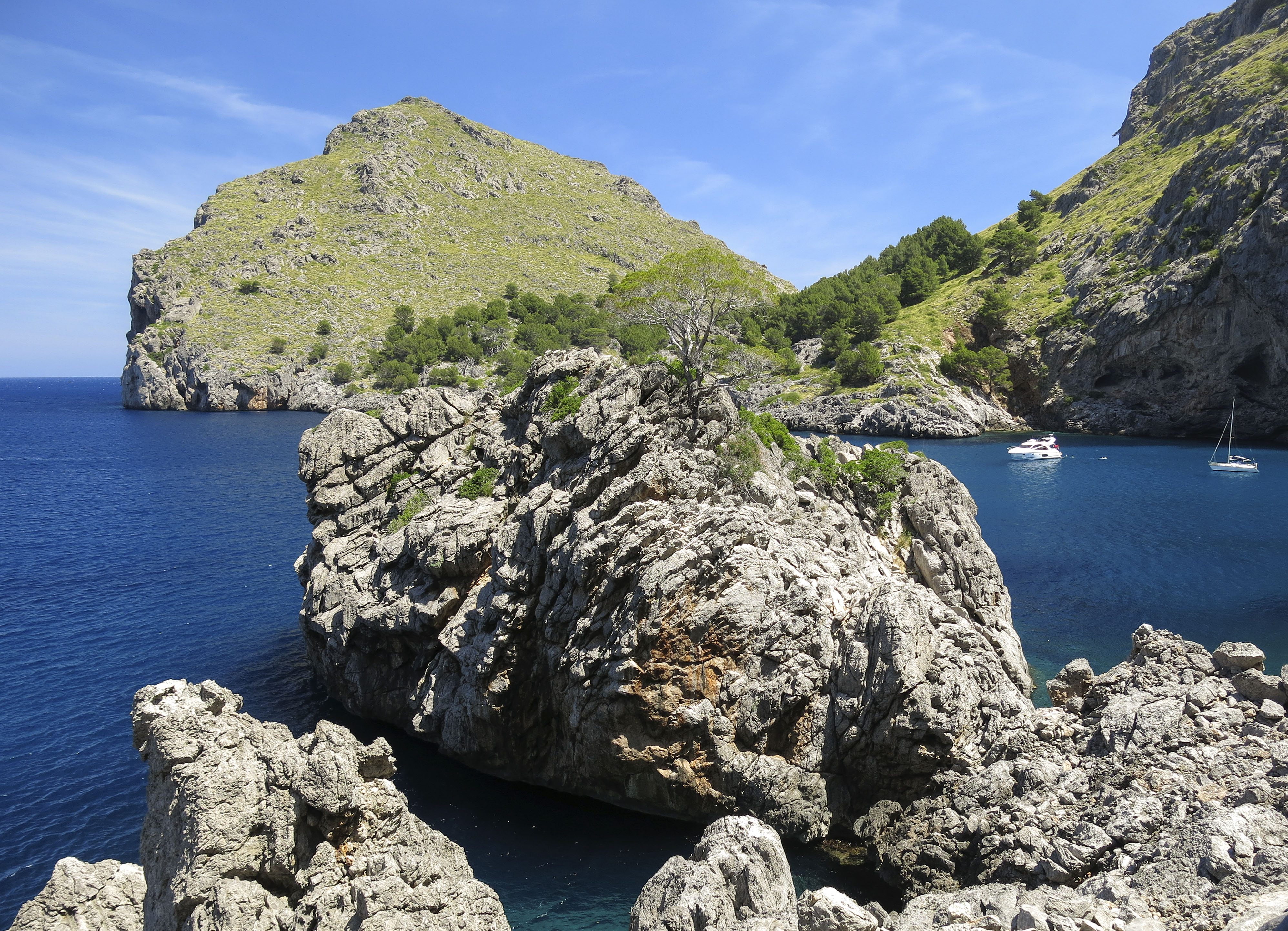
Serra de Tramuntana, Escorca

### Geologia
La mar Mediterrània es formà a partir del primitiu mar de Tethys, de molta més extensió que el Mediterrani, i fou disminuint a mesura que la placa africana s'apropava a l'euroasiàtica. Fa uns 60 milions d'anys, al començament del Terciari, el mar de Tethys, antecessor del Mediterrani, inundava gran part del nord d'Àfrica i Europa, que llavors no era més que un arxipèlag d'illes.
Durant el Terciari, el mar de Tethys fou estrenyent-se per l'est fins que es formà una gran conca marina, gairebé separada de l'oceà obert. Aquesta conca abastava en una mateixa massa d'aigua la Mediterrània, la mar Negra i la Càspia. Tanmateix, per occident, el Mare Nostrum continuava connectat a mar oberta per superfícies avui dia emergides del sud de la península Ibèrica i el nord del Marroc.
Fa uns sis o cinc milions d'anys, la Mediterrània va sofrir contínues dessecacions a causa d'una inestable connexió amb l'oceà Atlàntic, la qual cosa es coneix com a crisi de salinitat del Messinià. Aquest fenomen tingué una forta repercussió sobre la salinitat de l'aigua marina.
En un futur (uns cinc milions d'anys) l'estret de Gibraltar es tancarà i el Mediterrani quedarà reduït a uns pocs llacs hipersalins. És sabut pels dipòsits salins del fons de la mar que això ja succeí fa uns pocs milions d'anys. Llavors, la diferència de nivell entre l'Atlàntic i el Mediterrani provocà el trencament del dic de roca que s'havia format a l'estret, i allò que havia trigat centenars d'anys a assecar-se va omplir-se en 40 anys mitjançant una enorme cascada.
Si l'estret de Gibraltar es tanqués, la Mediterrània s'assecaria perquè aquest és una mar en la qual s'evapora més aigua de la que entra pels rius, fet que provocaria una salinitat més elevada que a l'Atlàntic, oceà del qual rep l'aigua que perd a causa de l'evaporació. Les temperatures als llocs propers a la Mediterrània són agradables, ja que a l'estiu les costes són més fresques i a l'hivern mantenen les temperatures una mica més elevades que a l'interior del continent.

### Oceanografia

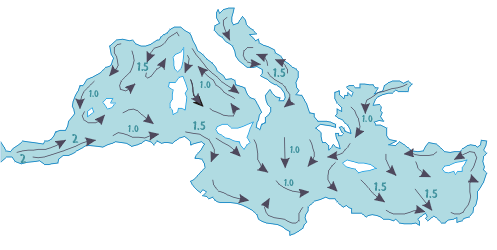
Corrents marins al mes de juny

Les propietats del mar Mediterrani són afectades per la seva situació de mar gairebé interior. Així, les marees en són lleus com a resultat de l'estreta connexió amb l'oceà Atlàntic. El Mediterrani es caracteritza pel seu to blavenc, i és immediatament reconegut per aquest color particular, especialment en les àrees properes a les illes gregues i croates.
L'evaporació excedeix en grans quantitats les precipitacions i les afluències dels rius vers el Mediterrani, un factor que és central per a la circulació de l'aigua a la conca. L'evaporació és especialment alta a la meitat est de la zona, i causa que el nivell de l'aigua descendeixi i la salinitat s'incrementi vers l'est. Aquest gradient de pressió manté una baixa salinitat provinent des de l'oceà Atlàntic fins a la conca, que es fa més tebi i es torna més salat a mesura que viatja cap a l'est i s'enfonsa a la zona de llevant; circula després en profunditat cap a l'oest i es dirigeix cap a l'estret de Gibraltar. D'aquest mode, a l'estret, un corrent marí superficial flueix cap a l'est, mentre que en profunditat n'hi ha un altre cap a l'oest. Un cop a l'Atlàntic obert, aquesta "aigua intermèdia", de composició química diferent, pot persistir milers de quilòmetres allunyada de la seva font principal.

### Flora

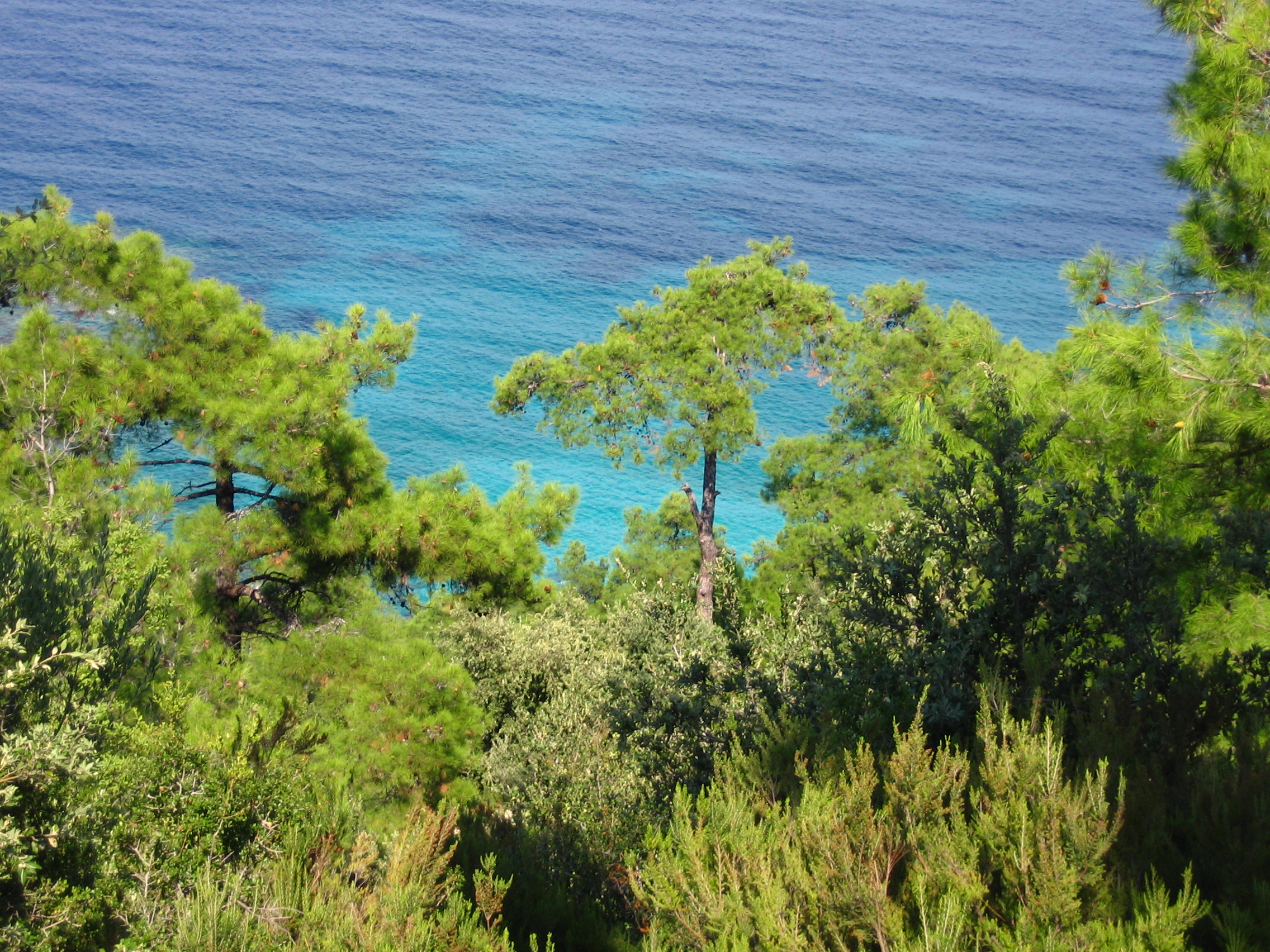
Pinus pinaster, a l'illa de Tasos, Grècia. És una espècie present en tot el Mediterrani

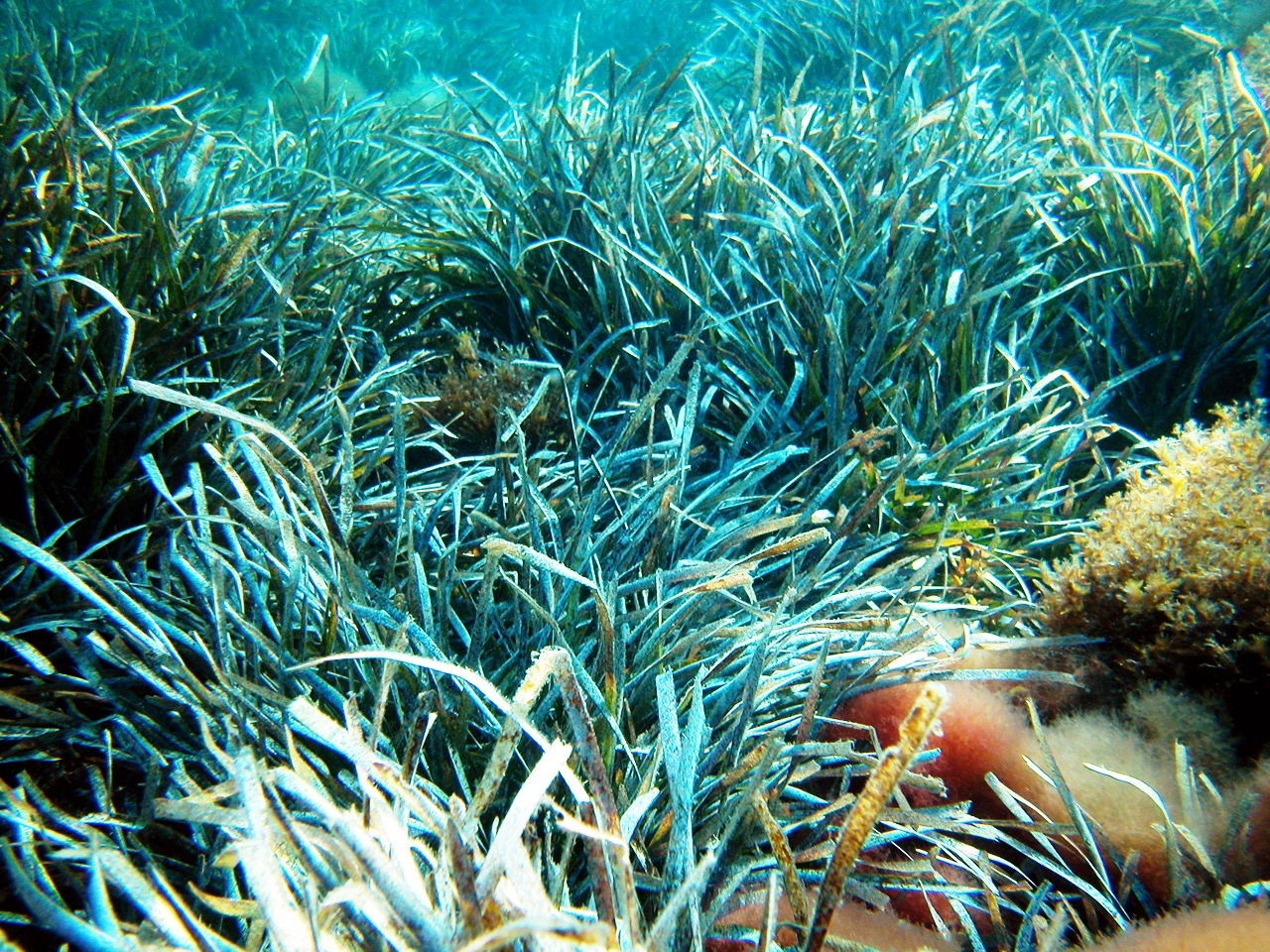
Alga dels vidriers

Des d'un punt de vista biogeogràfic, els territoris amb clima mediterrani ocupen no sols la conca del Mediterrani, la zona mediterrània pròpiament dita, sinó també les costes de Líbia i Egipte, que pertanyen a la regió saharoaràbiga.
La zona mediterrània té característicament un dosser arbori boscós esclerofil·le sempre verd, el bosc mediterrani, amb espècies del gènere Quercus del subgènere Sclerophyllodrys, especialment Q. ilex, l'alzina, tot i que també hi té molta representació la carrasca, Q. rotundifolia. En altres casos apareix l'alzina surera, Q. suber, depenent de major homogeneïtat en el règim pluvial i, al Mediterrani oriental, els vicariants Q. trojana i Q. macrolepis. Pel que fa a la vegetació arbustiva, hi abunda el garric (Q. coccifera). Dins d'aquest context ecològic de bosc de carrasca i alzina, apareix una rica flora arbustiva d'arboç (Arbutus unedo), Viburnum tinus, Laurus nobilis, Pistacia lentiscus, Rhamnus alaternus, etc. Com lianes, Rubia peregrina, Lonicera sp. pl, Smilax aspera i d'altres, depenent de la humitat de l'ecosistema. En les àrees del sud-est peninsular, apareixen espècies més properes a la vegetació nord-africana, com Ziziphyus lotus, Periploca angustifolia o Maitenus senegalensis. Quan el clima és més mesòfitic i l'aridesa de l'estiu menor, sorgeixen estructures boscoses amb predomini de rouredes, formades per arbres marcescents del gènere Quercus com Q. pyrenaica o Q. faginea.
Els pins mediterranis, generalment associats a les espècies Pinus halepensis i P. brutia, també comprenen P. pinaster, en substrats pobres en bases, i P. pinea, en sorrencs. En el pis supramediterrani apareix P. nigra, sobre substrats rics en bases, i en l'oromediterrani, P. sylvestris. El gènere Juniperus, de ginebres i savinars, té també una bona representació amb J. oxycedrus com a espècie més comuna, si bé també hi són freqüents J. macrocarpa, J. phoenicea i altres.

### Fauna
La diversitat faunística de l'entorn mediterrani és enorme, comparable a la de les plantes. Analitzant la riquesa d'espècies per alguns tàxons, obtenim que de les 62 espècies d'amfibis que hi ha a la Mediterrània, 35 són endèmiques, igual que les 111 de les 179 espècies de rèptils; de les 184 espècies de mamífers registrades, el 25% són endèmiques i 52 espècies estan amenaçades (sense comptar els mamífers marins); i que el 28% de les espècies marines trobades a la Mediterrània són endèmiques. Pel que fa a les aus, el Mediterrani és un mar d'especial diversitat, ja que es troba en la ruta migratòria de multitud d'espècies: aproximadament són uns 2.000 milions d'aus migratòries de 150 espècies diferents les que travessen el mar o s'hi instal·len en algun període curt de l'any.

## Geografia

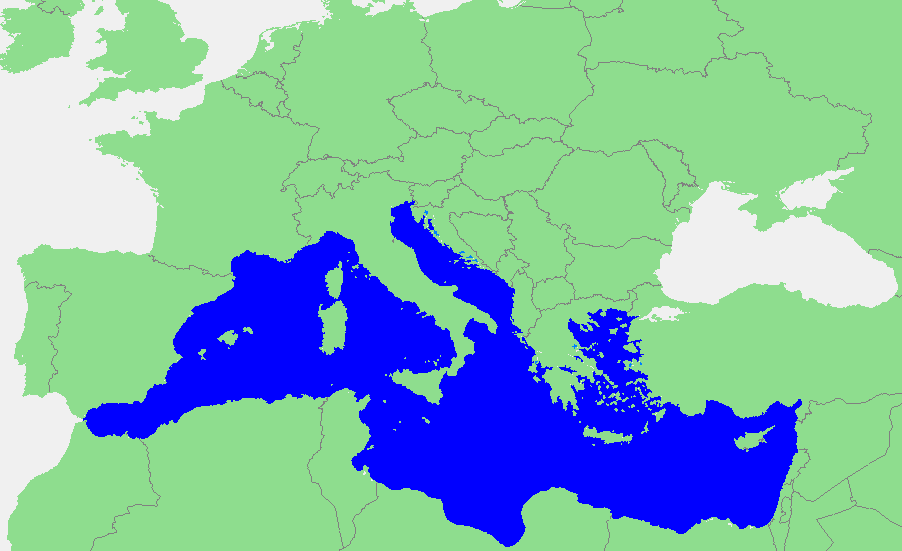
Localització de la mar Mediterrània

### Principals mars incloses a la Mediterrània

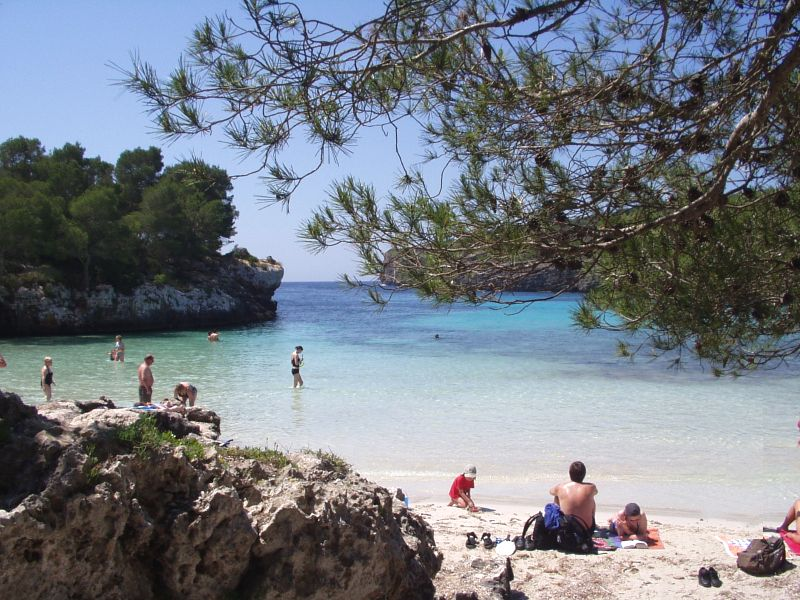
Cala de Turqueta, a l'illa de Menorca

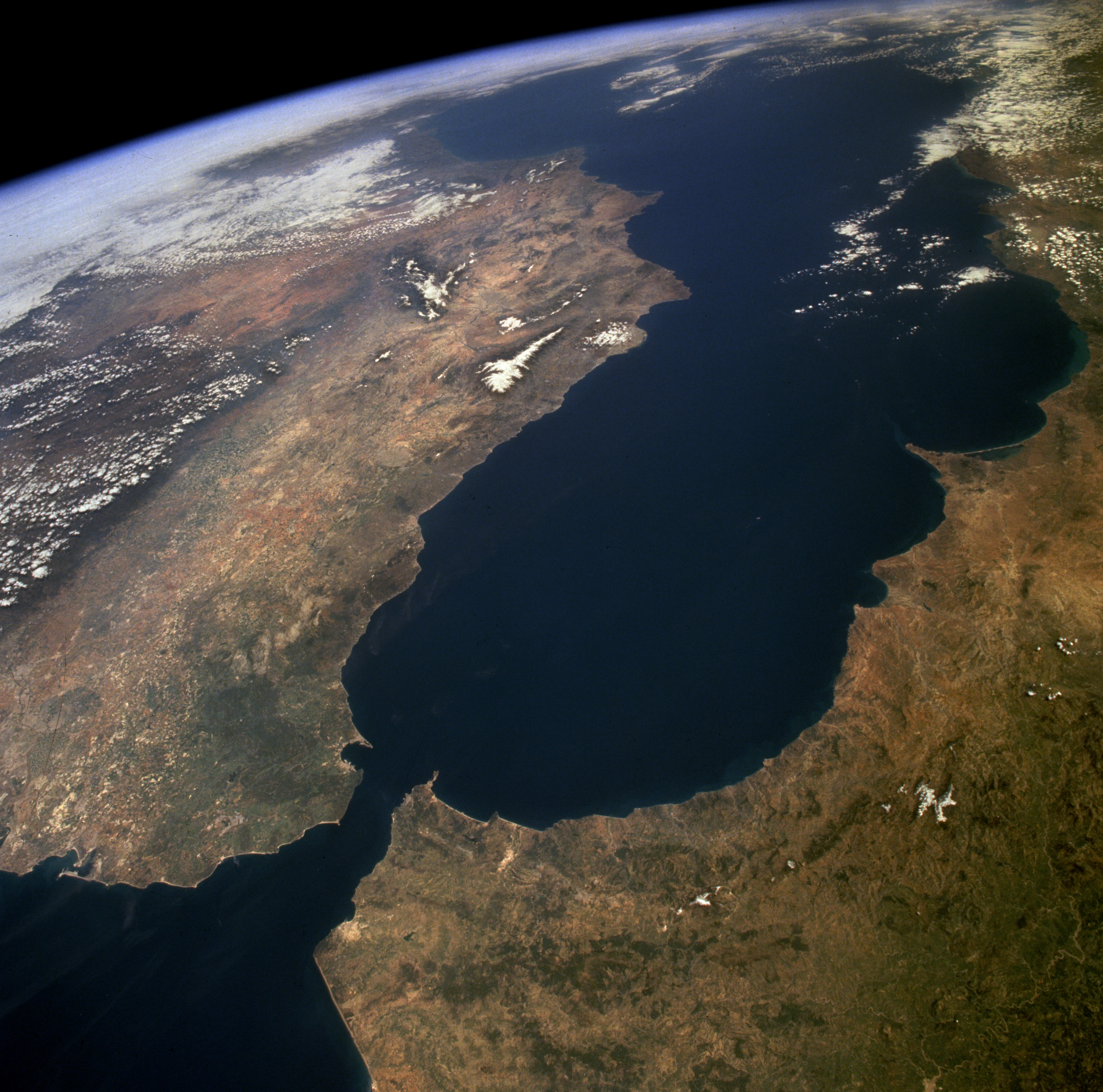
Imatge de satèl·lit de l'estret de Gibraltar

- Mar d'Alboran, entre Espanya i el Marroc.
- Mar Menor, a la regió de Múrcia, en realitat no és un mar, sinó una albufera.
- Mar Balear, entre la península Ibèrica i al voltant de les Illes Balears.[10]
  - Mar Catalana, part del mar Balear, entre la península i les illes.
  - Mar de Sardenya, part del mar Balear, entre Balears i Sardenya.
  - Inclou el golf del Lleó, entre cap de Creus i el mar Lígur.
- Mar Lígur, entre Còrsega i Ligúria.
- Mar Tirrena, entre Sardenya, la península Itàlica i Sicília.
- Mar Adriàtica, entre Itàlia i la península Balcànica.
- Mar Jònica, entre Itàlia, Grècia i Albània.
- Mar Egea, entre Grècia i Turquia.
  - Mar de Tràcia, al nord de l'Egea,
  - Mar de Mirtos, entre les Cíclades i el Peloponès,
  - Mar de Creta, al nord de Creta.
- Mar de Màrmara, entre la mar Egea i la mar Negra.
- Mar Negra, sovint considerada a part de la Mediterrània
  - Mar d'Azov, prolongació de la mar Negra.

### Illes principals de la Mediterrània
- Xipre, Creta i Rodes, a l'est.
- Sardenya, Còrsega, Sicília i Malta, al centre.
- Mallorca i Menorca, a l'oest.

### Altres accidents geogràfics
- Golf d'Antalya, a la costa d'Antalya (Turquia)

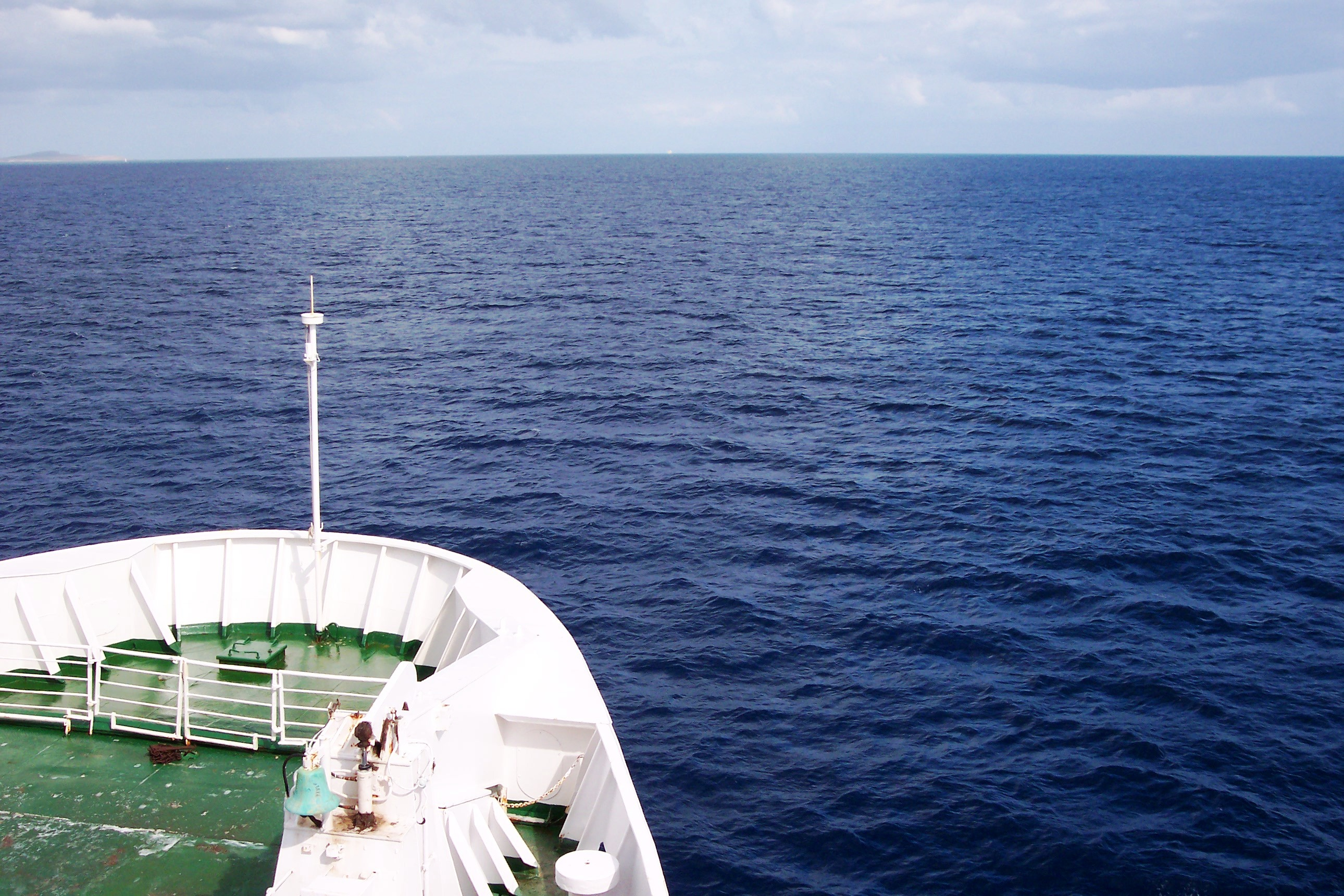
La mar Mediterrània en un punt entre Menorca i Barcelona

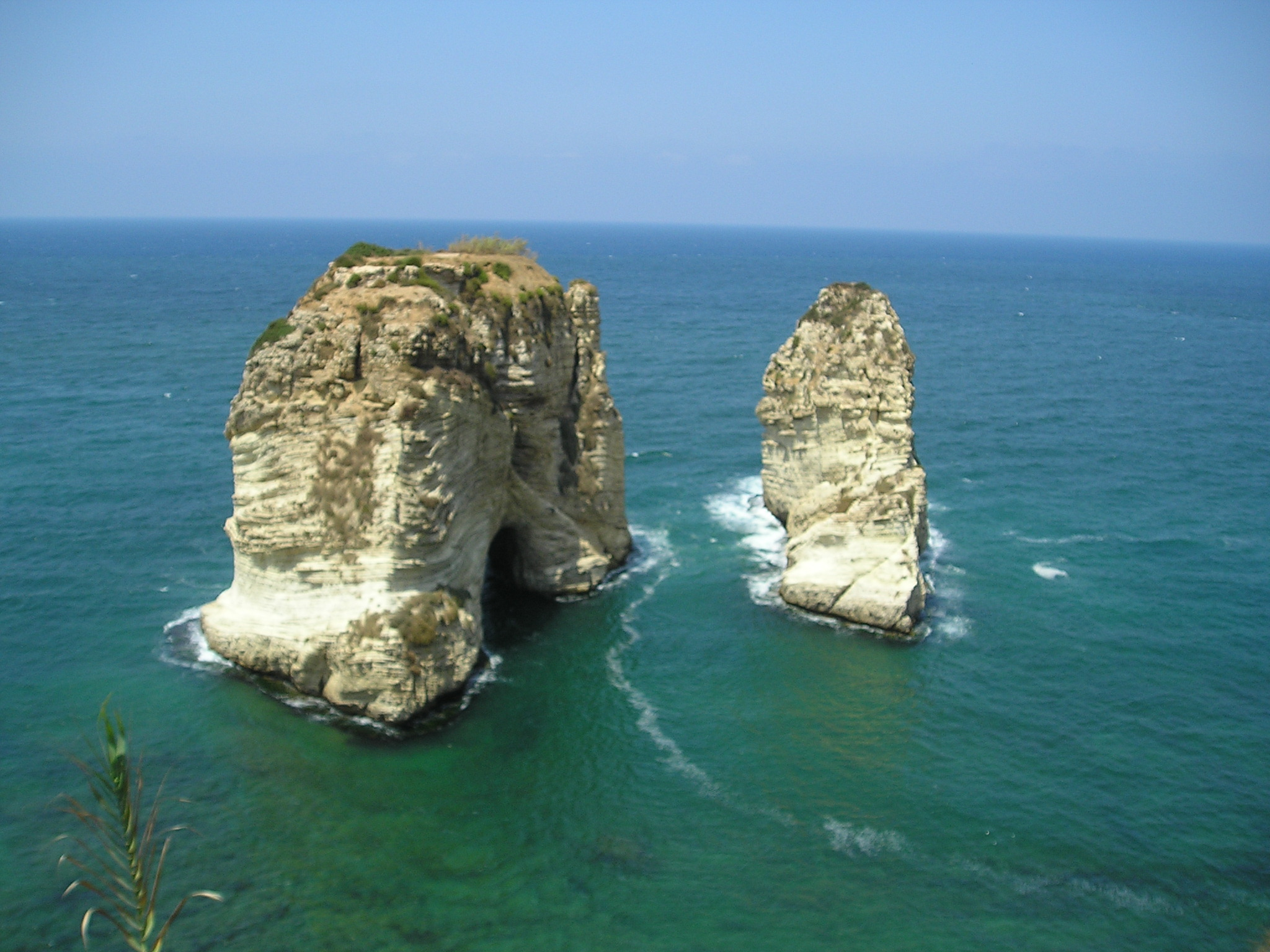
Raouché, a la costa de Beirut, Líban

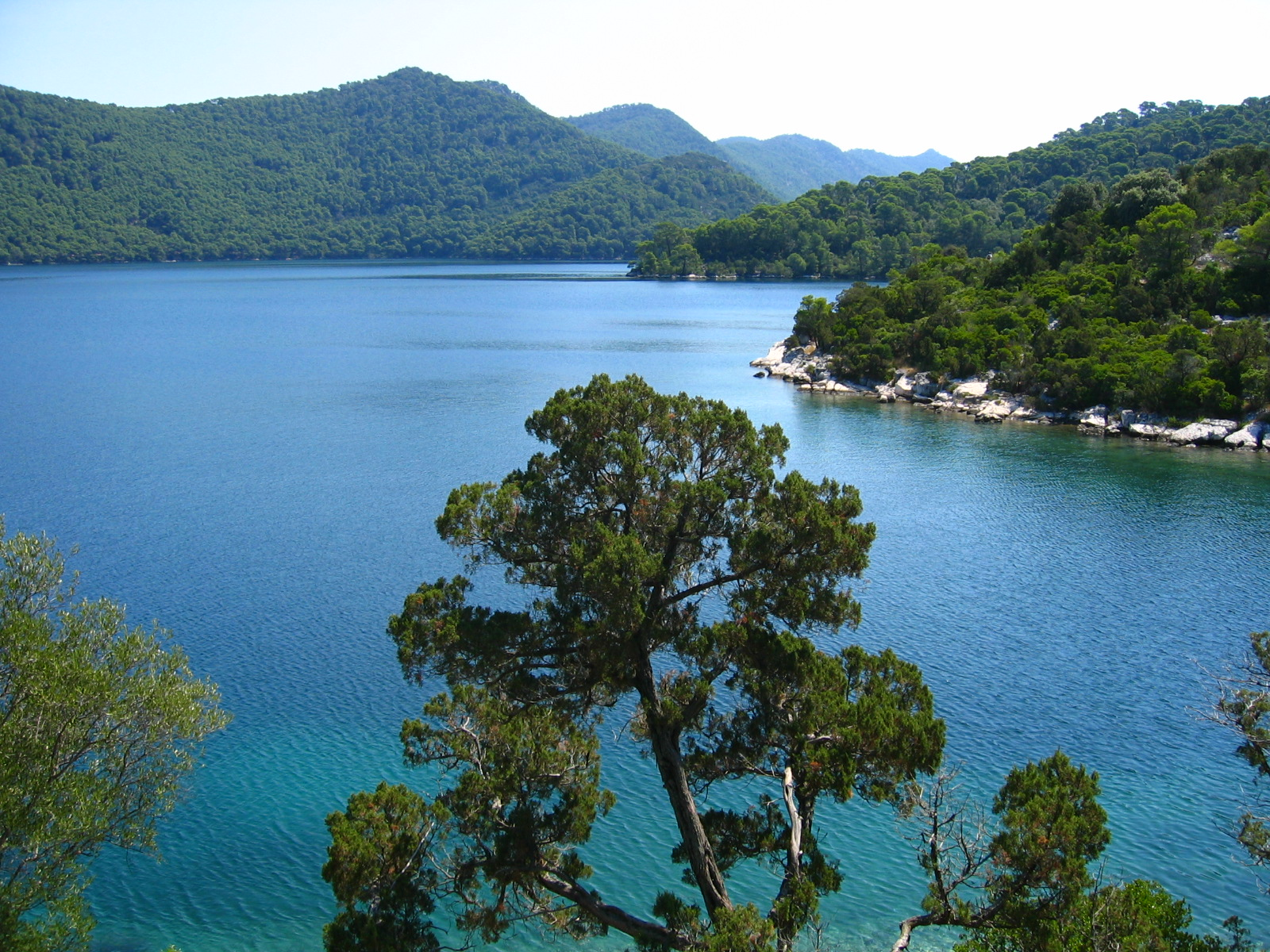
Illa de Mljet, Croàcia

- Badia de Boka, badia de Kotor, a la costa de Montenegro
- Estret de Bonifacio, entre Sardenya i Còrsega
- Golf de Corint, entre la mar Jònica i el canal de Corint
- Canal de Còrsega, entre Còrsega i Itàlia
- Golf de Gaeta, sud-oest d'Itàlia
- Golf de Gènova, nord-oest d'Itàlia
- Badia de Gibraltar, al sud de la península Ibèrica
- Estret de Gibraltar, connecta l'oceà Atlàntic i el mar Mediterrani
- Badia d'Haifa, entre Haifa i Akko, Palestina
- Golf d'İskenderun, entre İskenderun i Adana (Turquia)
- Golf de Kvarner, Croàcia
- Golf del Lleó, sud de França
- Canal de Malta, entre Sicília i Malta
- Estret de Messina, entre Sicília i la punta d'Itàlia
- Canal d'Òtranto, entre Itàlia i Albània
- Golf de Salern, sud-oest d'Itàlia
- Golf de Sant Jordi a Beirut, Líban
- Golf Sarònic, golf d'Atenes, entre el canal de Corint i el mar de Mirtos
- Estret de Sicília, entre Sicília i Tunísia
- Golf de Sirte, entre Tunísia i Líbia
- Golf de Squillace, sud d'Itàlia
- Golf de Tàrent, sud d'Itàlia
- Golf Thermaic, golf de Salònica, a la zona de Macedònia
- Golf de Trieste, nord-est d'Itàlia
- Golf de València, est de la península Ibèrica
- Golf de Venècia, nord-est d'Itàlia

### Estats que limiten amb la mar Mediterrània

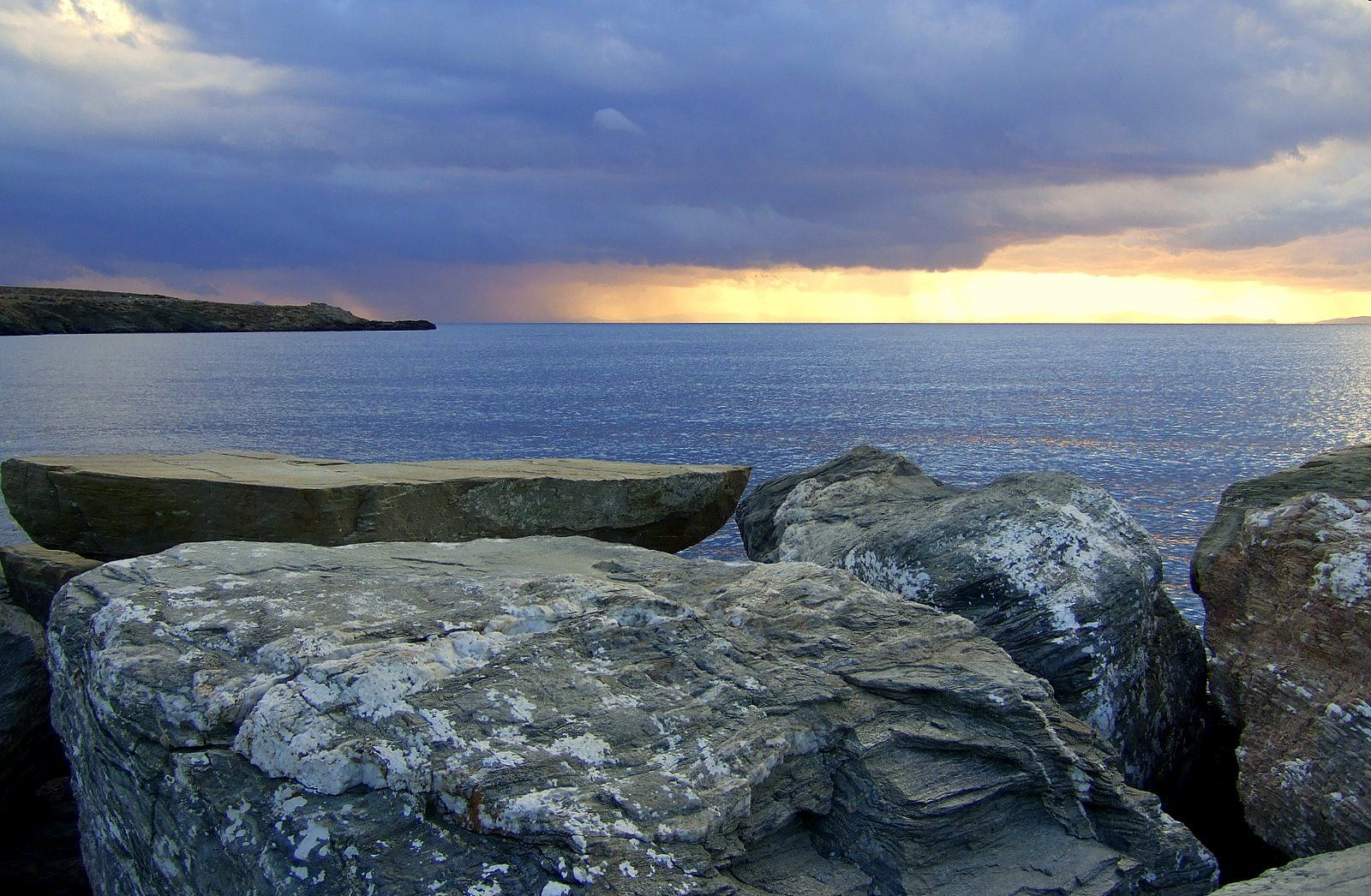
Vista de l'illa grega de Kithnos

Vint-i-dos estats moderns tenen línies de costa a la mar Mediterrània. Aquests són:
- A Europa (d'oest a est): Espanya, França, Mònaco, Itàlia, Malta, Eslovènia, Croàcia, Bòsnia i Hercegovina, Montenegro, Albània, Grècia i Turquia.
- A l'Àsia (de nord a sud): Turquia, Xipre, Síria, Líban, Israel, Palestina (franja de Gaza) i Egipte (península del Sinaí).
- A l'Àfrica (d'est a oest): Egipte, Líbia, Tunísia, Algèria i el Marroc.

Malta i l'illa de Xipre són estats insulars. Aquesta darrera està dividida en dues parts, República de Xipre (grega) i la República Turca del Nord de Xipre (que no ha aconseguit el reconeixement internacional, tret del de Turquia).
També hi ha alguns enclavaments pertanyents a diversos estats, com la colònia britànica de Gibraltar, els enclavaments espanyols de Ceuta i Melilla a Àfrica, i la base aèria de sobirania britànica d'Akrotiri i Dekélia a Xipre.
Andorra, Bulgària, Macedònia, Jordània, Kosovë, Portugal, San Marino, Sèrbia i la Ciutat del Vaticà, tot i no tenir costa, són també considerats estats mediterranis, pel clima, fauna i fora, i la seva afinitat cultural amb la resta d'estats.

## Turisme

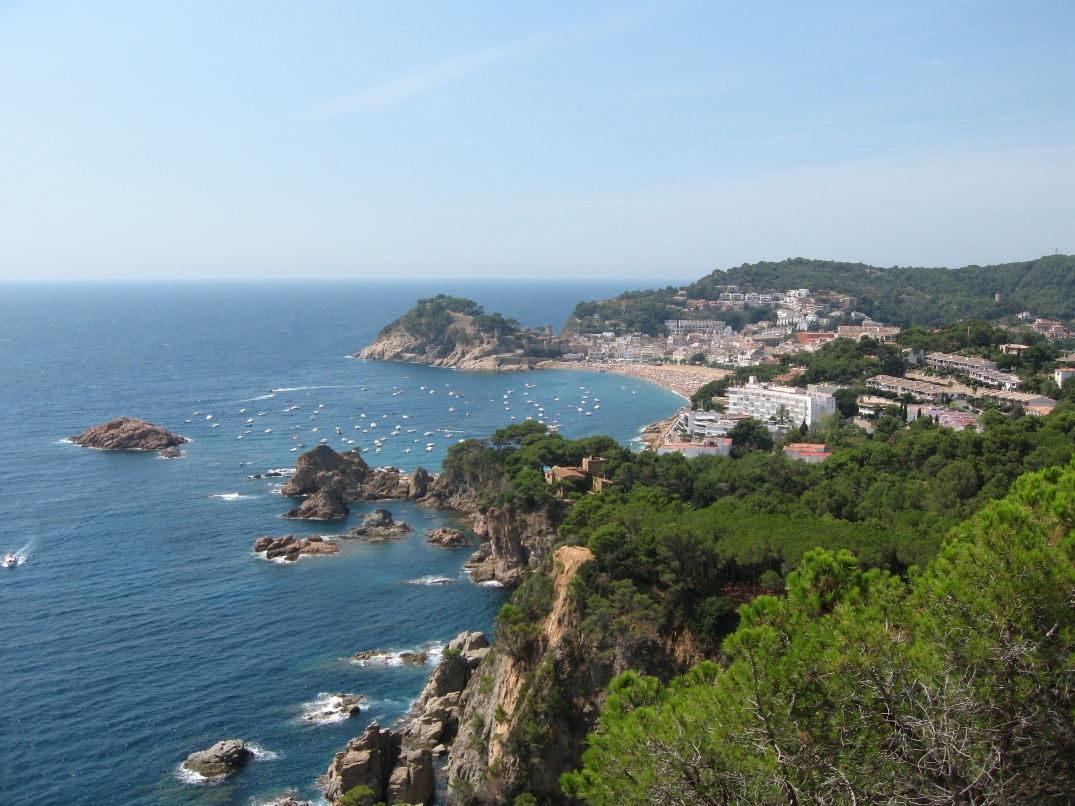
Vista de la costa Brava

La mar Mediterrània és una de les principals destinacions turístiques del planeta, tant pel que fa al turisme de platja, com per la gran riquesa cultural de la zona. D'entre els principals estats turístics destaquen França, Itàlia, Espanya, Grècia, Turquia o Egipte.
Entre les principals costes turístiques podem esmentar la costa Blava, la Riviera, la costa Brava, la costa Daurada, la costa dels Tarongers, la costa Blanca, les platges i cales de les Illes Balears i Pitiüses, la costa del Sol o la costa adriàtica. Atenes i les illes gregues són el principal reclam turístic d'aquest estat. A Turquia la principal destinació turística és la ciutat d'Istanbul i la costa de l'Egea. Egipte és un cas especial, a diferència dels altres estats de la conca, no basa la seva indústria turística en les platges del Mediterrani, sinó en el riu Nil i en la costa del mar Roig. Altres zones turístiques destacades en són l'illa de Malta, Tunísia i el Marroc.

## Problemes ambientals

### Espècies invasores
L'obertura del canal de Suez el 1869 creà el primer passadís d'aigua salada entre la Mediterrània i el mar Roig. El mar Roig està a major alçada que el Mediterrani oriental i el canal aboca aigua del Roig dins del Mediterrani. Els llacs salats, uns llacs hipersalins que formen part del canal, han blocat la migració d'espècies del mar Roig a la Mediterrània durant dècades, però quan la salinitat dels llacs s'ha igualat gradualment a la del mar Roig, aquesta barrera a la migració ha desaparegut, i algunes plantes i animals d'aquest mar han començat a colonitzar el Mediterrani oriental. Aquest fenomen rep el nom de migració lessepiana (per l'enginyer francès Ferdinand de Lesseps) o invasió eritrea. D'altra banda, la construcció de la resclosa d'Assuan al riu Nil als anys 60 ha reduït l'afluència de llot d'aigua dolça, ric en aliment, del Nil a la Mediterrània oriental i ha creat condicions més semblants a les del mar Roig, cosa que empitjora l'impacte de les espècies invasores. Aquesta invasió d'espècies ha reduït la població de moltes espècies endèmiques. Al voltant de les 300 espècies nadiues del mar Roig s'han introduït a la mar Mediterrània.

### Contaminació

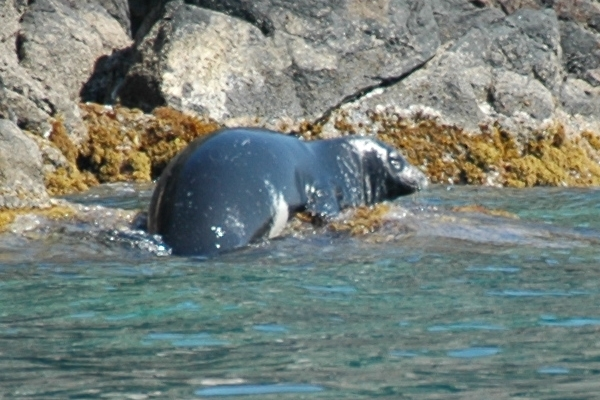
Vell marí, actualment en estat crític d'extinció

La contaminació a la zona ha esdevingut extremadament alta els darrers anys. El Programa de les Nacions Unides per al Medi Ambient ha estimat que 650 milions de tones d'aigües residuals, 129.000 tones de petroli, 60.000 tones de mercuri, 3.800 tones de plom i 36.000 tones de fosfats són llençades a la Mediterrània cada any. La convenció de Barcelona demana reduir la contaminació a la Mediterrània i protegir i millorar el medi ambient marí de la zona, per contribuir a un desenvolupament sostenible.

### Altres amenaces
El Mediterrani s'enfronta a diversos problemes derivats de la mà humana: la sobrepesca, les tècniques de pesca destructives, l'excés d'urbanisme a la franja litoral, la contaminació i l'escalfament global. La sobrepesca actual és més del doble que fa 50 anys, si bé gràcies als esforços ha baixat fins a la xifra actual d'un milió i mig de tones, encara massa alta per al que aquest mar pot suportar. Aquest mar, pel fet de ser semitancat, és molt sensible a la contaminació que produeix la mala depuració d'abocaments als rius, cosa que significa una greu amenaça. El turisme mediterrani sol anar a zones insuficientment preparades per a suportar-lo i els abocats no són tractats. A més, la construcció intensiva suposa una important erosió a les costes. El turisme també s'orienta cap a zones de riquesa ecològica, destruint sovint l'hàbitat d'espècies en perill (com foques i tortugues).
Moltes espècies marines s'han extingit pràcticament per causa de la contaminació. El vell marí és considerat l'espècie més amenaçada del món entre els mamífers marins.
La Mediterrània és, també, plena de detritus marins. Un estudi del relleu oceànic de l'any 1994 a les costes de l'Estat espanyol, francès i italià, ha establert una concentració de detritus de 1.935 objectes per quilòmetre quadrat. Els detritus de plàstic sumen el 76%, dels quals el 94% són bosses de plàstic.